# Liste der Bodendenkmäler in Allershausen
Auf dieser Seite sind die Bodendenkmäler in der oberbayerischen Gemeinde Allershausen zusammengestellt. Diese Tabelle ist eine Teilliste der Liste der Bodendenkmäler in Bayern. Grundlage ist die Bayerische Denkmalliste, die auf Basis des Bayerischen Denkmalschutzgesetzes vom 1. Oktober 1973 erstmals erstellt wurde und seither durch das Bayerische Landesamt für Denkmalpflege geführt wird. Die folgenden Angaben ersetzen nicht die rechtsverbindliche Auskunft der Denkmalschutzbehörde.

## Bodendenkmäler der Gemeinde Allershausen

### Bodendenkmäler im Ortsteil Aiterbach
| Lage                                 | Objekt | Akten-Nr.     | Bild           |
| ------------------------------------ | --- | ------------- | -------------- |
| Aiterbach (Standort)                 | Burgstall des hohen oder späten Mittelalters (Aiterbach). | D-1-7535-0012 |                |
| Aiterbach (Standort)                 | Siedlung vor- und frühgeschichtlicher Zeitstellung. | D-1-7535-0018 |                |
| Aiterbach Atterstrasse 37 (Standort) | Filialkirche St. Brictius Untertägige mittelalterliche und frühneuzeitliche Befunde im Bereich der Katholischen Filialkirche St. Brictius in Aiterbach und ihres Vorgängerbaus. | D-1-7535-0117 | weitere Bilder |
| Aiterbach Schloßstrasse 5 (Standort) | Schloss Aiterbach Untertägige frühneuzeitliche Befunde im Bereich des ehemaligen Hofmarkschlosses Aiterbach.                                                                    | D-1-7535-0188 | weitere Bilder |

### Bodendenkmäler im Ortsteil Allershausen
| Lage                                                  | Objekt | Akten-Nr.     | Bild           |
| ----------------------------------------------------- | --- | ------------- | -------------- |
| Allershausen (Standort)                               | Grabhügel vorgeschichtlicher Zeitstellung. | D-1-7535-0010 |                |
| Allershausen (Standort)                               | Grabhügel vorgeschichtlicher Zeitstellung. | D-1-7535-0011 |                |
| Allershausen (Standort)                               | Siedlung vor- und frühgeschichtlicher Zeitstellung. | D-1-7535-0014 |                |
| Allershausen (Standort)                               | Verebnete Grabhügel vorgeschichtlicher Zeitstellung. | D-1-7535-0015 |                |
| Allershausen (Standort)                               | Siedlung vorgeschichtlicher Zeitstellung. | D-1-7535-0016 |                |
| Allershausen (Standort)                               | Siedlung vor- und frühgeschichtlicher Zeitstellung. | D-1-7535-0017 |                |
| Allershausen Leonhardsbuch, Am Kirchberg 6 (Standort) | Filialkirche St. Leonhard Untertägige spätmittelalterliche und frühneuzeitliche Befunde im Bereich der Katholischen Filialkirche St. Leonhard in Leonhardsbuch.                                   | D-1-7535-0105 | weitere Bilder |
| Allershausen Kirchstraße 11 (Standort)                | Pfarrkirche St. Joseph Untertägige mittelalterliche und frühneuzeitliche Befunde im Bereich der Katholischen Pfarrkirche St. Josef in Allershausen und ihrer Vorgängerbauten.                     | D-1-7535-0107 | weitere Bilder |
| Allershausen Unterkienberg, Kirchweg 2 (Standort)     | Filialkirche St. Peter und Paul Untertägige mittelalterliche und frühneuzeitliche Befunde im Bereich der Katholischen Filialkirche St. Peter und Paul in Unterkienberg und ihrer Vorgängerbauten. | D-1-7535-0111 | weitere Bilder |
| Allershausen (Standort)                               | Abgegangene Kirche der frühen Neuzeit (St. Jodok bzw. St. Jobst). | D-1-7535-0186 |                |

### Bodendenkmäler im Ortsteil Schlipps
| Lage                                             | Objekt | Akten-Nr.     | Bild           |
| ------------------------------------------------ | --- | ------------- | -------------- |
| Schlipps (Standort)                              | Grabhügel vorgeschichtlicher Zeitstellung. | D-1-7535-0021 |                |
| Schlipps Oberkienberg, Oberkienberg 5 (Standort) | Kapelle St. Vitus Untertägige spätmittelalterliche und frühneuzeitliche Befunde im Bereich der Katholischen Filialkirche St. Veit in Oberkienberg. | D-1-7535-0109 | weitere Bilder |

### Bodendenkmäler im Ortsteil Tünzhausen
| Lage                  | Objekt | Akten-Nr.     | Bild           |
| --------------------- | --- | ------------- | -------------- |
| Tünzhausen (Standort) | Siedlung vor- und frühgeschichtlicher Zeitstellung. | D-1-7535-0019 |                |
| Tünzhausen (Standort) | Filialkirche St. Peter und Paul Untertägige mittelalterliche und frühneuzeitliche Befunde im Bereich der Katholischen Filialkirche St. Petrus und Paulus in Tünzhausen. | D-1-7535-0114 | weitere Bilder |